# Миодраг Вујачић Мирски
Миодраг Вујачић Мирски (Рача, 8. септембар 1932. — Београд, 27. март 1997.) био је српски сликар и ликовни педагог. 

## Биографија
Миодраг Вујачић Мирски је дипломирао 1955. на Академији примењених уметности у Београду, где је касније предавао цртање и сликање. Осим сликарством и ликовном педагогијом бавио се и примењеном уметношћу (графичка решења за омоте и корице књига). Био је члан „Ладе". Учествовао на заједничким ликовним смотрама (од 1958), приредио 18 самосталних изложби (од 1960) и ретроспективу у Народном музеју (1995). Његова дела чувају се у Народном музеју, Музеју савремене уметности, Музеју града Београда, Ректорату Београдског универзитета и Универзитету уметности.

## Ликовно стваралаштво
У првом стваралачком раздобљу (1957–1960) обрађивао је пределе и мртве природе, поштујући дух класичног сликарства и наговештавајући склоност ка редуковању. Циклусом Мир иверја (1961–1964) приближио се лирској апстракцији и већ тада наговестио елементе нове фигурације. Овом смеру светског сликарства дао је посебан допринос својим Парафразама (1968–1993), сликама инспирисаним делима старих мајстора. Њима је антиципирао цитате, главни ток уметности 80-их. Аутор је и циклуса Адела (1982–1988), састављеног од 40 портрета и два полиптиха, Ходочашћа (1988–1994), апстрактних слика у чије је бојено ткиво уносио и несликарске материјале са значајних историјских места (Студеница, Газиместан, Марићевића јаруга, Авала, Јајинци) и Јелена (од 1990), изражајних варијација главе и лица своје супруге. Посебно место у његовом опусу од 1971. заузима акт, мотив којем се често враћао. Спајао је традицију и савременост, стварајући пиктурално богате апстрактне и фигуративне композиције асоцијативних значења.

## Награде
- Златна палета и Награда Октобарског салона за ликовна решења омота књига (1967),
- Награда Ликовне јесени у Сомбору (1976),
- Награда „Политике" из Фонда Владислав Рибникар (1987),
- Годишња награда УЛУПУДС-а (1989),
- I награда на V бијеналу Милена Павловић Барили у Пожаревцу (1993),
- Октобарска награда Београда за ретроспективу у Народном музеју (1996),
- Велика плакета Универзитета уметности (1997).

## Постхумна почаст
Факултет примењених уметности у Београду додељује награду ''Миодраг Вујачић Мирски'' за "портрет највиших уметничких домета студентима свих нивоа академских студија из области Примењено сликарство."